# Marcial Fernàndez i Barragan
Marcial Fernàndez i Barragan (Flix, 1949) és constructor i va ser alcalde de Vilalba Sasserra entre el 1991 i el 1999.
L'any 1969 s'establí a Vilalba Sasserra, on fundà una empresa constructora. Es presentà a les eleccions municipals del 1991 per l'agrupació "Independents per Vilalba", i en va sortir escollit alcalde de la vila, càrrec que exercí dos mandats, del 28 de juny del 1991 al 19 de juliol del 1999. Entre altres obres de govern, impulsà la renovació de la carretera vella i organitzà la recollida d'escombraries. En el seu mandat també es produí la cessió del cementiri parroquial a l'Ajuntament, el 1992.